# Francisco Bertrand Barahona

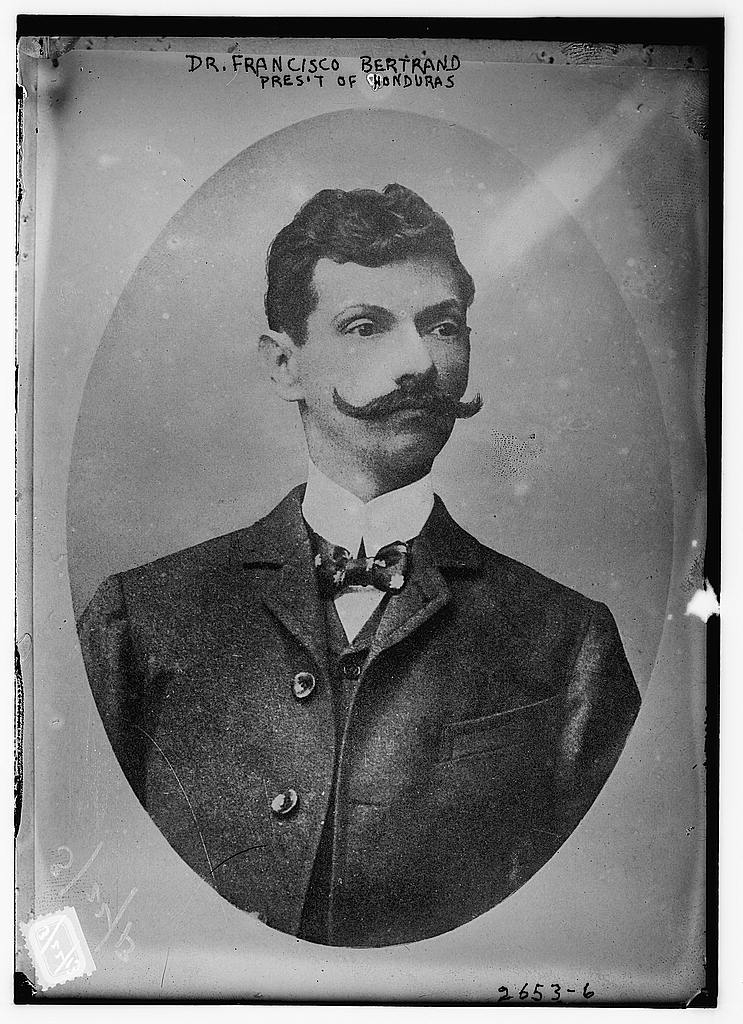
O presidente Francisco Bertrand de Honduras.

Francisco Bertrand Barahona (1866-1926) foi duas vezes presidente de Honduras, primeiro de 28 de março de 1911 a 1 de fevereiro de 1912, e depois novamente entre 21 de março de 1913 e 9 de setembro de 1919. Seu sucessor e predecessor foi Manuel Bonilla. Ele era um membro do Partido Nacional.
Bertrand começou com uma reputação como um conciliador, mas durante sua última presidência esteve envolvido em um conflito armado com seus adversários políticos. Acredita-se que a pressão dos Estados Unidos estava por trás de sua abandono do cargo de Presidente. Ele passou os anos seguintes no exílio antes de retornar para La Ceiba, Honduras, para morrer em Julho de 1926.
| Cargos políticos               | Cargos políticos                                | Cargos políticos                             |
| ------------------------------ | ----------------------------------------------- | -------------------------------------------- |
| Precedido por Miguel R. Dávila | Presidente de Honduras (em exercício) 1911–1912 | Sucedido por Manuel Bonilla                  |
| Precedido por Manuel Bonilla   | Presidente de Honduras 1913–1919                | Sucedido por Salvador Aguirre (em exercício) |